# Vogelschutzarmatur

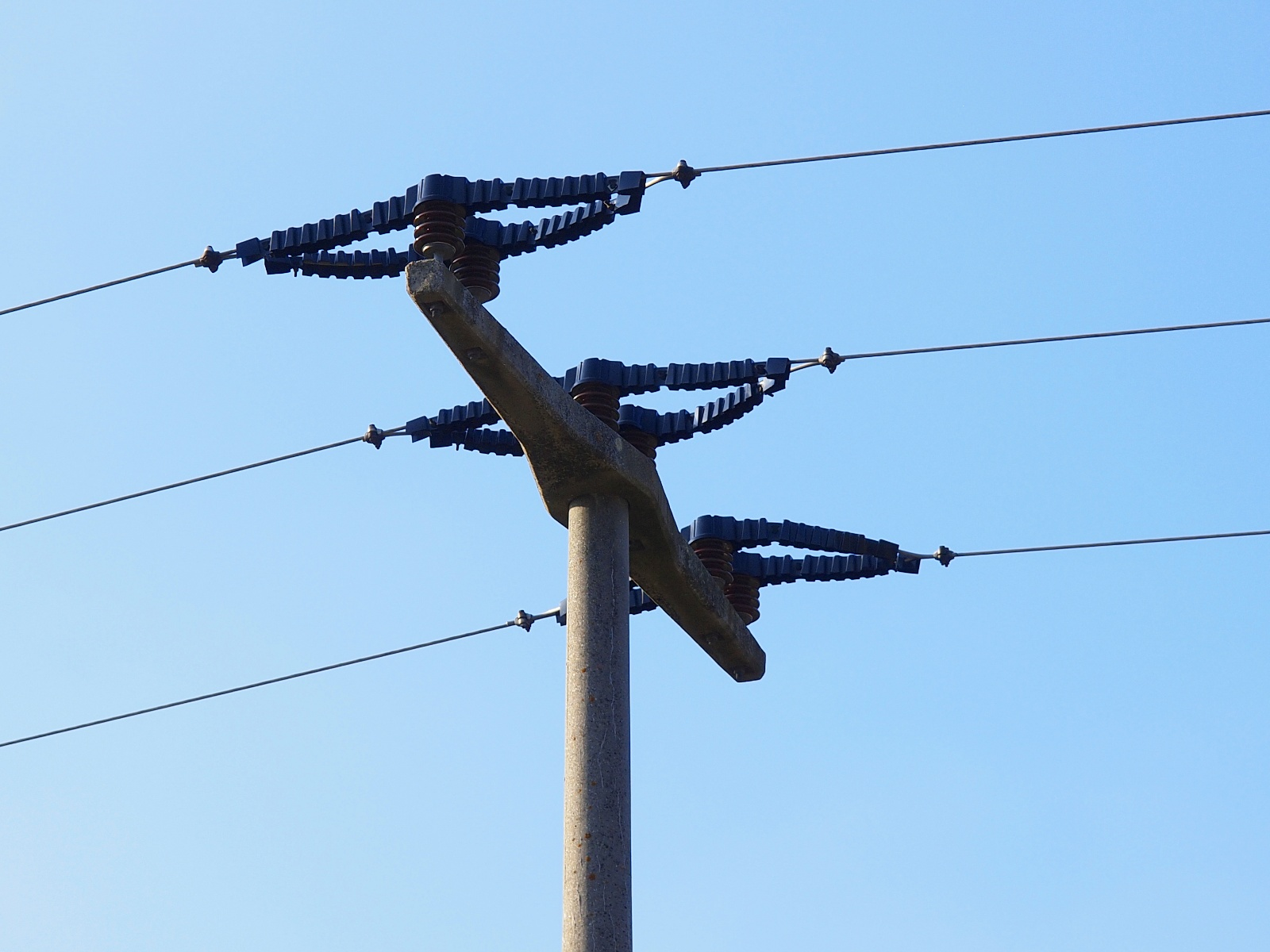
Vogelschutzabdeckung einer Freileitung mit Standisolatoren

Als Vogelschutzarmatur wird eine Vogelschutzeinrichtung bezeichnet, welche aus einer elektrisch isolierenden Schutzabdeckung auf Freileitungsmasten besteht. Die Schutzabdeckung wird primär im Bereich von Mittelspannungsnetzen angebracht und dient dazu, einen Erdschluss zu vermeiden, welcher durch Vögel ausgelöst wird.
Zum Schutz der Vögel ist mit 1. März 2010 eine Fassung des Bundesnaturschutzgesetzes in Deutschland in Kraft getreten, die im § 41 den Vogelschutz an allen zukünftigen Mittelspannungsleitungen fordert. An bestehenden Masten und technischen Bauteilen von Mittelspannungsleitungen mit hoher Gefährdung von Vögeln waren bis zum 31. Dezember 2012 die notwendigen Maßnahmen zur Sicherung gegen Stromschlag durchzuführen.
Neben dem Schutz vor Stromschlag sind auch Vogelschutzmarkierungen zum Schutz vor Kollision von Vögeln mit Freileitungen möglich. 

## Technischer Hintergrund

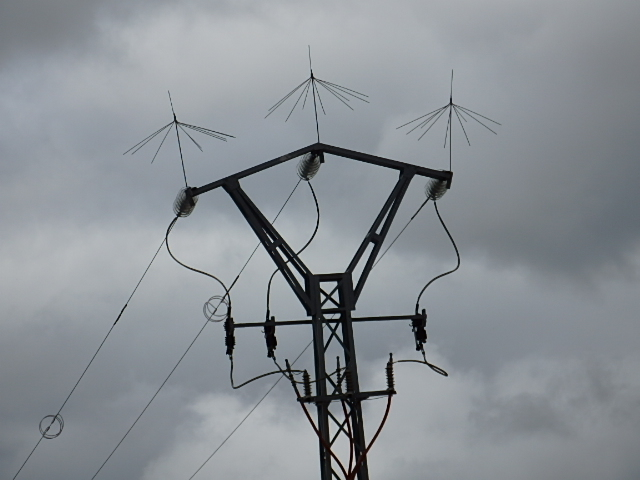
Vogelabweisung durch radiale Kunststoffstäbe um Landungen im Gefahrenbereich zu verhindern

Vögel können prinzipiell gefahrlos auf (unisolierten) Leiterseilen von Freileitungen landen und sitzen. Solange sie kein anderes Leiterseil und kein geerdetes Bauteil berühren und bei Hochspannung weit genug davon entfernt sind, kann es nicht zu einem gefährlichen Stromfluss durch den Körper des Vogels kommen, da kein geschlossener Stromkreis vorliegt.
Im unmittelbaren Bereich eines Freileitungsmastes ist die Gefahr deutlich höher, da der Vogel leicht den Stromkreis durch Annäherung oder Berührung zwischen einem spannungsführenden Leiterseil und dem geerdeten Mast schließen und so einen Erdschluss auslösen kann, oder gar einen Kurzschluss zwischen zwei Leiterseilen, wenn er sich zwischen ihnen auf die Traverse des Mastes setzt. Naturgemäß sind hierbei größere Vögel wie beispielsweise Störche besonders gefährdet.
Dabei sind gerade die verbreiteten Installationen im Mittelspannungsbereich mit Standisolatoren und Masttransformatoren in offener Bauweise gefährlich, da die baulichen Abstände zwischen spannungsführenden und geerdeten Teilen hier durchaus in der Größenordnung des Körpers größerer Vögel liegen. Bei elektrischen Spannungen im Bereich von 10 bis 30 kV genügt auch schon eine unvollständige Überbrückung der Spannung mit einigen Zentimetern Restabstand, um einen tödlichen Störlichtbogen auszulösen. Aufgrund der üblichen Erdschlusskompensation kommt es in den meisten Fällen dabei nicht zu einem Stromausfall.
Bei Freileitungen mit höheren Betriebsspannungen sind Isolatoren und Leiterabstände schon so groß dimensioniert, dass ein Vogel sie kaum überbrücken kann.

## Vogelmarker

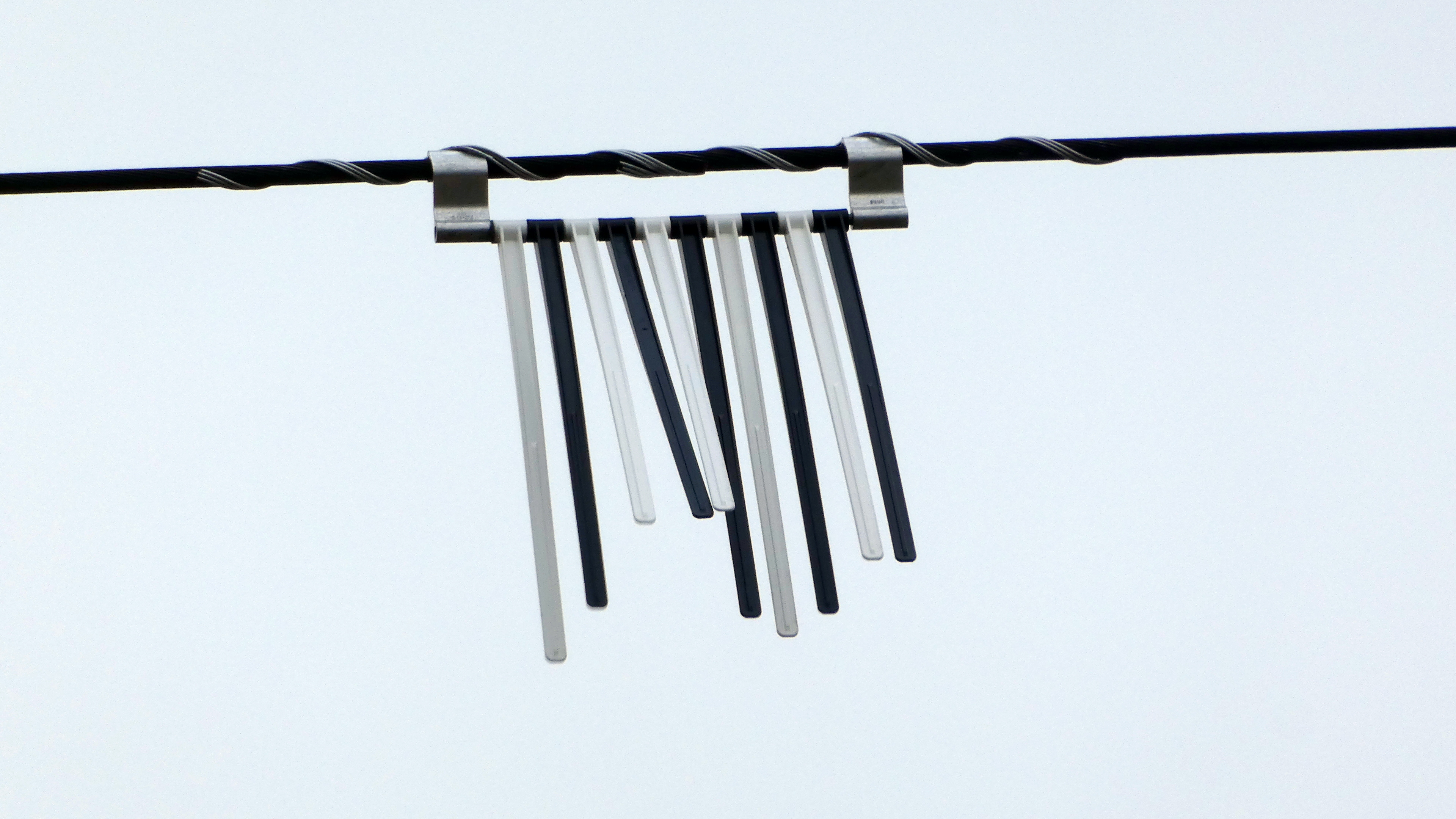
Vogelmarker am Erdseil der Freileitung

Als Vogelmarker oder Vogelschutzfahnen bezeichnet man ein Windspiel, das an Freileitungen montiert wird und vor dem Hindernis des Leiterseils warnen soll.
Die Schutzeinrichtung ist ca. 50 Zentimeter lang und 30 Zentimeter breit und wird mit Klammern an der Leitung befestigt. Die reflektierenden Streifenbahnen flattern im Wind, Vögel nehmen den so entstehenden Blinkeffekt wahr und können frühzeitig ausweichen. Die Vorrichtung minimiert das Kollisionsrisiko für Zug- und Brutvögel mit der Freileitung.